# 阿蘇惟武
阿蘇 惟武（あそ これたけ）は、南北朝時代の武将。阿蘇惟澄の次男。

## 略歴
父・惟澄と共に南朝方の武将として、少弐氏や一色氏と戦った。しかし正平19年/貞治3年（1364年）、死に臨んだ惟澄は兄・惟村に阿蘇氏の家督と大宮司を譲り、惟武に惟村への服属を諭した。惟澄としては内紛が絶えない一族を憂慮したのであろうが、惟澄の死後、惟村の相続を認めなかった征西府懐良親王は惟武を大宮司に任じたため、阿蘇氏は再び分裂した。
天授3年/永和3年（1377年）、水島の変を契機に攻勢に出た菊池武朝が惟武や少弐氏ら宮方勢力を結集して決戦を挑むも、大内氏・大友氏らの協力を得た九州探題・今川了俊の前に大敗した（肥前蜷打の戦い）。菊池氏ら南朝方の損害は大きく、惟武もこの戦いで戦死した。
惟武の死によって、阿蘇氏では北朝方の惟村の勢力が優勢となった。ただし、惟武の遺児惟政も征西府から大宮司に任じられ惟村と争っており、阿蘇氏の内紛はこの後も続いた。